# Tabanus haemagogus
Tabanus haemagogus är en tvåvingeart som beskrevs av Samuel Wendell Williston  1901. Tabanus haemagogus ingår i släktet Tabanus och familjen bromsar. Inga underarter finns listade i Catalogue of Life.